# Neolimonia austera
Neolimonia austera är en tvåvingeart som först beskrevs av Alexander 1950.  Neolimonia austera ingår i släktet Neolimonia och familjen småharkrankar.
Artens utbredningsområde är Peru. Inga underarter finns listade i Catalogue of Life.